# Starine
Starine es una localidad de Croacia en el municipio de Štefanje, condado de Bjelovar-Bilogora.

## Geografía
Se encuentra a una altitud de 171 m s. n. m. a 77 km de la capital nacional, Zagreb.

## Demografía
En el censo 2011 el total de población de la localidad fue de 79 habitantes.
| Gráfica de población de Starine 1857-2011                           |
|                                                                     |
| Según los censos de población de la oficina estadística de Croacia. |